# Dragonte
Dragonte es una localidad española perteneciente al municipio de Corullón, en la provincia de León, comunidad autónoma de Castilla y León. Se encuentra en la comarca de El Bierzo.

## Geografía

### Ubicación
| Noroeste: Parada de Soto | Norte: Pereje | Noreste: Pereje              |
| Oeste: Moral de Valcarce |               | Este: Villafranca del Bierzo |
| Suroeste Cadafresnas     | Sur: Viariz   | Sureste: Villagroy           |

## Demografía
Evolución de la población
| Gráfica de evolución demográfica de Dragonte entre 2000 y 2017     |
|                                                                    |
| Población de derecho (2000-2017) según el padrón municipal del INE |